# Frank Emilio Flynn
Francisco Emilio Flynn Rodríguez, bekannt unter dem Namen Frank Emilio Flynn (* 13. April 1921 in Havanna; † 23. August 2001 ebenda) war ein kubanischer Pianist.

## Leben
Der im Alter von 13 Jahren erblindete Flynn war zunächst musikalischer Autodidakt, studierte aber mit Hilfe der Weiterentwicklung des Braille-Blindenschriftsystems an der Cuban National Association for the Blind. Dort entwickelte er auch ein eigenes musikalisches Blindenschriftsystem. Später war er von 1981 bis 1987 Präsident des Blindenverbandes.
Seine erfolgreichsten und bekanntesten Kompositionen und Interpretationen sind vom südamerikanischen, v. a. kubanischen Flair mit leichten Jazzeinflüssen (Latin Jazz) geprägt, obwohl er zeitweise auch klassische Klavierabende spielte.